# Haruki Mitsuda
Haruki Mitsuda (japanisch 三ッ田 啓希 Mitsuda Haruki; * 22. Dezember 1997 in der Präfektur Saitama) ist ein japanischer Fußballspieler.

## Karriere
Mitsuda erlernte das Fußballspielen in der Schulmannschaft der Seibu Gakuen Bunri High School und der Universitätsmannschaft der Chūō-Universität. Von April 2019 bis Saisonende wurde er an den Matsumoto Yamaga FC ausgeliehen. Der Verein aus Matsumoto spielte in der ersten japanischen Liga. Am Ende der Saison stieg er mit dem Verein in die zweite Liga ab. Nach Ende der Ausleihe wurde er am 1. Februar 2020 von Matsumoto fest unter Vertrag genommen. Die Saison 2021 wurde er an den Drittligisten FC Gifu ausgeliehen. Für Gifu absolvierte er 27 Drittligaspiele. Nach der Saison kehrte er Ende Januar 2022 nach Matsumoto zurück. Die Saison 2021 belegte Matsumoto den letzten Tabellenplatz der zweiten Liga und stieg somit in die dritte Liga ab. Nach Vertragsende bei Matsumoto unterschrieb er im Januar 2023 einen Vertrag beim ebenfalls in der dritten Liga spielenden Vanraure Hachinohe.